# Bulbostylis schlechteri
Bulbostylis schlechteri är en halvgräsart som beskrevs av Charles Baron Clarke. Bulbostylis schlechteri ingår i släktet Bulbostylis och familjen halvgräs. Inga underarter finns listade i Catalogue of Life.